# クイック (企業)
株式会社クイック（QUICK Co., Ltd.）は、大阪市北区に本社を置く人材サービスの総合企業である。

## 本社所在地
- 大阪本社：大阪市北区小松原町2番4号　大阪富国生命ビル
- 東京本社：東京都港区赤坂二丁目11番7号 ATT新館

## 沿革
- 1980年（昭和55年）9月 株式会社クイックプランニングとして設立
- 1985年（昭和60年）9月 本店を大阪市北区に移転
- 1990年（平成2年）9月 株式会社クイックに改称
- 1997年（平成9年）9月 本店を大阪市北区中津に移転
- 2001年（平成13年）10月 株式を日本証券業協会に店頭登録
- 2004年（平成16年）12月 ジャスダック証券取引所に株式を上場
- 2005年（平成17年）4月 人材紹介事業に特化した転職情報サイト「転職×天職」を運営開始。
- 2009年（平成21年）5月 看護師の人材紹介事業に特化した求人情報サイト「看護roo!」を運営開始。
- 2010年（平成22年）7月 MRの人材紹介事業に特化した転職情報サイト「MR BiZ」を運営開始。
- 2011年（平成23年）3月 本店を現在地に移転
- 2014年（平成26年）2月 東京証券取引所第二部に市場変更
- 2014年（平成26年）9月 東京証券取引所第一部に指定替え